# Schneur Salman

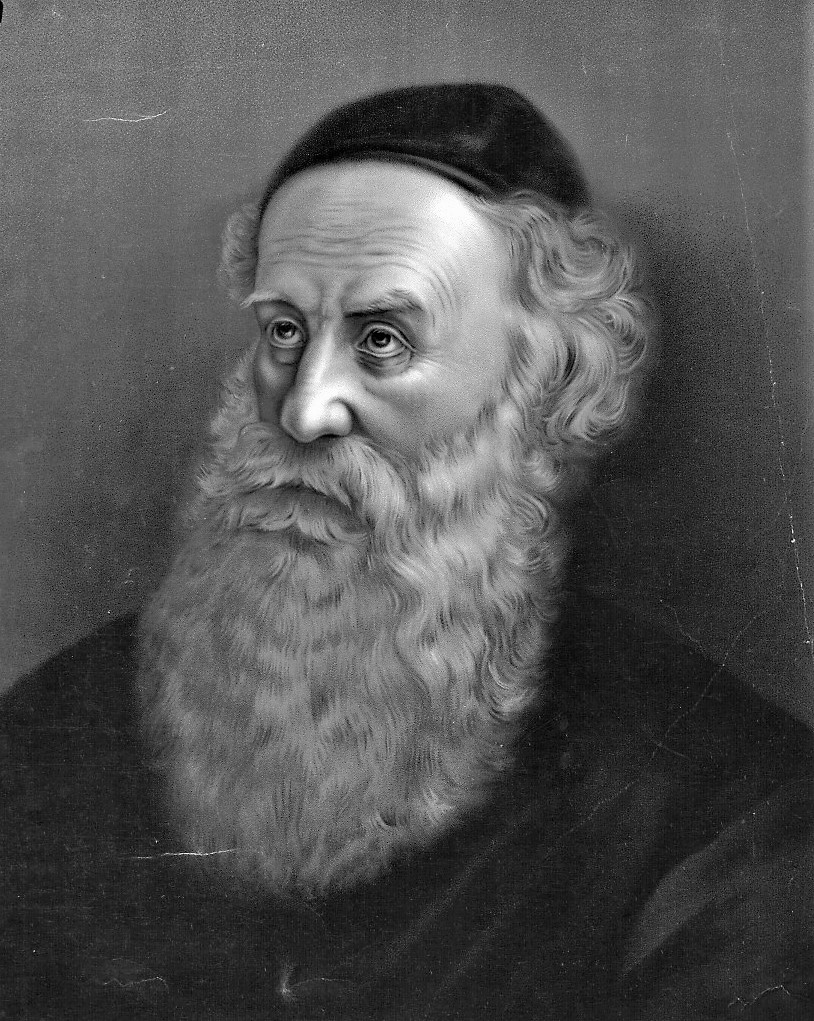
Hagiographische Darstellung des Schne'ur Salman aus dem Jahr 1878, erstellt 60 Jahre nach dessen Tod von Boris Schatz

Schneur Salman (gesprochen Schne'ur Salman) von Liadi (hebräisch שניאור זלמן מליאדי) (geboren am 4.jul. / 15. September 1745greg. in Ljosna; gestorben am 15.jul. / 27. Dezember 1812greg. in Hadicz) war ein belarussischer Rabbiner und Begründer der chassidischen Chabad-Lubawitsch-Bewegung. 

## Leben
Schneur Salmans Lehrer, Dow Bär von Mesritsch, war einer der Schüler von Israel ben Elieser (auch bekannt als der Baal Schem Tow), des Begründers des Chassidismus.
Der Name Schneor bedeutet auf Hebräisch (שני אור-"Schnej Or") „Zwei Lichter“. Retrospektiv wurde sein Name auf seine zwei Hauptwerke bezogen – Schulchan Aruch HaRav auf dem Gebiet der Halacha und Das Buch Tanja auf dem Gebiet der Kabbala. Sein Vater Baruch war ein Nachkomme des Prager Rabbiners und Philosophen Judah Löw. 
1760 heiratete Schneor Salman Sterna, die Tochter des Magnaten Jehuda Lejb Segal aus Witebsk. 1764 reiste er erstmals zum Studium zu Rabbi Dow Bär von Mesritsch. 1767 übernahm er die Stelle des Maggid in der Gemeinde Ljosna (russisch Лёзна, belarussisch Лиозно). 1770 begann er auf Anweisung von Dow Bär mit der Arbeit an seiner Fassung des klassischen halachischen Werkes Schulchan Aruch. Darin erläutert er halachische Entscheidungen und ihre Begründungen. Zur besseren Unterscheidung des gleichnamigen Schulchan Aruch von Rabbi Josef Karo wird das Werk von Schneor Salman „Schulchan Aruch HaRav“ genannt. 
1772 begann er mit der Formulierung der Grundlehren der Chabad-Philosophie; 1773–1778 etablierte er eine Jeschiwa für ausgewählte Gelehrte in der Stadt Ljosna, wo er lebte und lehrte. 1794 veröffentlichte er (vorerst anonym) sein erstes halachisches Werk Hilchot Talmud Tora („Die Gesetze des Torastudiums“), das später als Teil des Schulchan Aruch HaRav gedruckt wurde. 1797 veröffentlichte er sein religionsphilosophisches Hauptwerk, Sefer haTanja (Buch Tanja) eine systematische Zusammenfassung der chassidischen Philosophie. 1803 veröffentlichte er einen Siddur (Gebetbuch), der dem Ritus von Isaak Luria folgt. 1812 flüchtete er mit seiner Familie und einigen Schülern vor den herannahenden Truppen Napoleons und verstarb am 24. Tevet 5573 (27. Dezember 1812) im Dorf Hadicz im Distrikt Poltova, wo auch sein Grab liegt.

## Nachleben
Schneur Salman hinterließ eine große Gemeinde von Schülern, Anhängern, Gelehrten und Rabbinern, die seine Ideen und Bewegung fortführten. Die Chabad Lubawitsch entwickelten einige vom Chassidismus des Baal Shem Tov abweichende, innovative Vorstellungen, die sich auch in ihren Liedern niederschlugen.
Der Sohn von Schneur Salman, Dovber Schneuri, verlegte den Sitz der von seinem Vater gegründeten Bewegung in den Ort Lubawitsch im heutigen Russland. Hier blieb die Chabad-Lubawitsch-Bewegung bis zum Jahre 1915.
Seit 1972 findet jährlich ein Treffen der Nachkommen von Rabbi Schneur Salman in Jerusalem und in New York City statt (כינוס הצאצאים). 1980 erschien das Buch Sefer Ha-Zäezaim (ספר הצאצאים), das biografische Angaben zu mehreren hundert Nachkommen von Raw Schneur Salman enthält. 2007 wurden für eine Neuauflage des Buches biografische Angaben zu knapp 6000 Nachkommen gesammelt.

## Werke
- Schulchan Aruch haRav – Zusammenfassung und Erläuterungen der Halacha, basierend auf dem Schulchan Aruch
- Hilchot Talmud Tora – Sammlung von Gesetzen, welche explizit mit dem Tora-Studium verbunden sind
- Likkutei Amarim, auch Sefer haBejnoni oder Tanja genannt
- Siddur im Dach – ein Gebetsbuch mit chassidischen Erläuterungen
- Tora Or und Likkutei Tora – chassidische Erklärungen der wöchentlichen Tora-Abschnitte, Schir HaSchirim und des Buches Esther, die aus seinen chassidischen Reden stammen und von seinem Enkel, dem Zemach Zedek (Menachem Mendel Schneersohn), herausgegeben wurden, der seine eigenen Anmerkungen hinzufügte.
- Sefer haMa'amarim, auch bekannt als Ma'amarej Admor haSaken, Chassidische Erläuterungen: Hanachot HaRaP; Et’halech Ljosna; 5562, 2 Bd.; 5563, 2 Bd.; 5564; 5565, 2 Bd.; 5566; 5567; 5568, 2 Bd.; 5569; 5570; 5571; Haketzarim; Al Parschijot HaTora wehaMoadim, 2 Bd.; Injanim; Ma’amarei Rasal; Nach, 3 Bd.
- Schulchan Aruch. 6 Bd., Ḳehot, New York 2001–2006, ISBN 0-8266-5199-2.